# 郭敖
郭敖（？—334年），十六国后赵时大臣。
西晋末年，石勒起兵，晋惠帝永兴二年（305年），郭敖和王阳、夔安、支雄、冀保、吴豫、刘膺、桃豹、逯明、刘征、张曀仆、呼延莫、郭黑略、张越、孔豚、赵鹿、支屈六归附石勒，十八个壮士号称为“十八骑”。石勒建立后赵政权，任郭敖为左长史司马。后赵太和三年（330年）石勒称赵皇帝，任郭敖为尚书左仆射。石勒死後，石弘即位，石虎擅权，郭敖受石虎调遣。大将石生起兵反抗。石虎派郭敖与章武王石斌率军讨伐，石生兵败被杀，他的部将郭权联合羌人继续对抗石虎。后赵丞相石虎派郭敖和石斌率四万人进攻郭权，屯军华阴。延熙元年（334年）四月，上邽豪族杀死郭权投降。长安人陈良夫和北羌王薄句大等人侵扰北地郡、冯翊郡。石斌、乐安王石韬合力打败薄句大。薄句大逃到马兰山，郭敖乘胜追击，被羌人打败，战死人数占十之七八。石虎派使者处死郭敖。